# 大川市立道海島小学校
大川市立道海島小学校（おおかわしりつ どうかいじましょうがっこう）は、福岡県大川市道海島にある市立の小学校。

## 概要
歴史
1875年（明治8年）に設置された下等小学校を前身とする。数回の改組・改称を経て、現校名になったのは1954年（昭和29年）。2025年（令和7年）に創立150周年を迎える。
学校教育目標
「豊かな心をもち、よく考え学び合い、たくましく生きる道海っ子の育成」
校章
道海島の形をダイヤモンドの形に表現し、中央に校名の頭文字である「道」を配している。
校歌

通学区域
大川市行政区名による「道海島」。中学校区は大川市立大川桐薫中学校。

## 沿革
- 1875年（明治8年）10月 - 「下等道海島小学校」（4年制）が創立。民家を校舎として借用。
- 1880年（明治13年）- 教育令施行により、「初等道海島小学校」に改称。間もなく、上青木小学校を本校とし、道海島に分校が設置される。
- 1882年（明治15年）10月 - 上土居のお宮北側に校舎を新築。
- 1886年（明治19年）11月 - 小学校令の施行により、簡易科（3年制）を設置の上、「簡易道海島小学校」に改称。高等小学校進学希望者は「高等榎津小学校」に通学することとなる。
- 1889年（明治22年）4月1日 - 町村制の施行により、三潴郡中古賀村、鐘ケ江村（字溝越の内を除く）、道海島村、下林村、酒見村（一部、字袋野）、下青木村（一部、字沖田・佐ノ口・北境・南境・青木分・六反田・吉竹・知字）、西青木村（一部、字沖田）、諸富村が合併の上、「三又村」が発足。
- 1892年（明治25年）- 尋常科（4年制）を設置の上、「道海島尋常小学校」（4年制）となる。
- 1908年（明治41年）
  - 4月 - 改正小学校令により、尋常科（義務教育）が4年制から6年制に改められる。尋常科5年を新設。
  - 5月 - 収容児童数の増加により、現在地に木造校舎を新築。
- 1909年（明治42年）4月 - 尋常科6年を新設。
- 1911年（明治44年）4月 - 三又尋常小学校の高等科併置により、高等科希望者は三又校高等科へ通学することとなる。
- 1916年（大正5年）7月 - 1教室を増築。
- 1931年（昭和6年）- 講堂を増築。運動場を拡張。
- 1941年（昭和16年）4月1日 - 国民学校令施行により、「三又村 道海島国民学校」に改称。尋常科を初等科に改める。
- 1947年（昭和22年）4月1日 - 学制改革（六・三制の実施）により、新制小学校「三又村立道海島小学校」に改組・改称。中学校区は三又村立三又中学校。
- 1949年（昭和24年）- 複式学級を改称し、単学級6学級となる。
- 1951年（昭和26年）- 給食室を増築。
- 1954年（昭和29年）4月1日 - 三潴郡1町（大川）5村（三又・田口・川口・木室・大野島）の合併により、「大川市」が発足。これにより「大川市立道海島小学校」（現校名）に改称。
- 1955年（昭和30年）1月 - 講堂以外の校舎を全て改築（木造平屋建て）。運動場を拡張。
- 1960年（昭和35年）- プールが完成。
- 1967年（昭和42年）5月 - 特別教室3教室を増築。
- 1971年（昭和46年）3月 - 屋内運動場が完成。
- 1975年（昭和50年）
  - 4月 - 児童数の増加により、1年生を2学級編成、計7学級編成とする。
  - 10月 - 開校100周年記念祝賀式典を挙行。タイムカプセルを埋める（30年後の開封を予定）。
- 1976年（昭和51年）4月 - 特殊学級を新設。1・2年生それぞれ2学級、特殊学級1学級で、計9学級編成となる。
- 1980年（昭和55年）度 - 在籍児童数が216名と、最大を記録する。
- 時期不詳（昭和50年代）- 鉄筋コンクリート造3階建ての新校舎が完成。
- 2001年（平成13年）- 新校舎が完成。
- 2020年（令和2年）4月 - 大川市立中学校2校（三又・大川東）の統合により、中学校区が大川市立大川桐薫中学校となる。
- 2024年（令和6年）4月 - 大川市立小学校で2学期制が導入される[2]。

## 交通
最寄りの鉄道駅
- 西日本鉄道 西鉄天神大牟田線 「大溝駅」（三潴郡大木町）
- JR九州 長崎本線 「佐賀駅」

最寄りの幹線道路
- 佐賀県道・福岡県道19号諸富西島線

## 周辺
- 校地のすぐそばを筑後川が流れている。
- 福岡県大川市と佐賀県神埼市千代田町の県境に面している。

## 参考資料
- 「大川市誌」（1977年（昭和52年）12月21日発行, 大川市）p.1279～ 教育・文化（p.1287～p.1288 道海島小学校）